# Interstate 587 (Caroline du Nord)
Pour les articles homonymes, voir Interstate 587.
L'Interstate 587 (I-587) est une autoroute auxiliaire de 37,07 miles (59,66 km) en Caroline du Nord.
Le terminus ouest de l'autoroute est à la jonction avec l'I-95 / I-795 / US 264 près de Wilson. L'autoroute forme un multiplex avec l'I-795 et la US 264 autour du sud de Wilson. L'I-795 quitte le multiplex en direction de Goldsboro 4,4 miles (7,1 km) à l'est de l'I-95. Le terminus est du multiplex avec la US 264 se trouve au nord-ouest de Saratoga. L'I-587 continue vers l'est en contournant Saratoga et Farmville par le nord. 
Le terminus est de l'I-587 est à la jonction avec la US 264 et la NC 11 Byp. à l'ouest de Greenville. L'I-587 est une autoroute collectrice du segment de l'I-87 situé en Caroline du Nord. En 2023, l'I-587 n'est pas reliée avec sa route-mère. Il est prévu que l'I-587 soit prolongée jusqu'à l'I-87 et la US 64 à Zebulon via le corridor de la US 264.

## Description du tracé
L'I-587 débute à un échangeur avec l'I-95 / I-795 / US 264 au sud-ouest de Wilson. La US 264 se prolonge à l'ouest jusqu'à Raleigh, alors que l'échangeur marque le terminus nord de l'I-795. L'I-587, l'I-795 et la US 264 se dirigent vers l'est autour du sud de Wilson. Le multiplex prend fin lorsque l'I-795 bifurque au sud vers Goldsboro. L'autoroute croise ensuite la US 301. L'I-587 et la US 264 continuent vers l'est en contournant Wilson.
Un peu plus loin, la US 264 quitte le multiplex et l'I-587 poursuit seule son trajet vers Greenville. Elle passe autour de Saratoga et Farmville. Alors que l'autoroute passe au nord de Farmville, elle rencontre la US 258. La US 258 suit l'I-587 vers l'est sur une courte distance avant de se diriger vers le centre-ville de Farmville. L'I-587 continue dans une zone plus rurale et atteint son terminus est à la jonction avec la US 264 un peu à l'ouest de Greenville.

## Liste des sorties
| Interstate 587                                                               |                     |                     |                     |                                                          | | |
| Comté                                                                        | Municipalité        | mi                  | km                  | Sortie                                                   | Intersections / Destinations                                                                                     | Notes |
| Wake                                                                         | Zebulon             | 17,20               | 27,70               | 1                                                        | US 64 est – Nashville, Rocky Mount                                                                               | Échangeurs existants de la US 264 (à mettre aux standards autoroutiers)                                          |
| Wake                                                                         | Zebulon             | 18,00               | 29,00               | 2                                                        | NC 97 (en) – Zebulon, Oxford                                                                                     | Échangeurs existants de la US 264 (à mettre aux standards autoroutiers)                                          |
| Wake                                                                         | Zebulon             | 19,50               | 31,40               | 3                                                        | US 264 Alt. est / NC 39 (en) – Selma, Louisburg                                                                  | Échangeurs existants de la US 264 (à mettre aux standards autoroutiers)                                          |
| Johnston                                                                     | Pas d'intersections | Pas d'intersections | Pas d'intersections | Pas d'intersections                                      | Pas d'intersections                                                                                              | Pas d'intersections                                                                                              |
| Nash                                                                         | Middlesex           | 24,10               | 38,80               | 7                                                        | NC 231 (en) – Middlesex                                                                                          | Échangeurs existants de la US 264 (à mettre aux standards autoroutiers)                                          |
| Nash                                                                         | Bailey              | 28,30               | 45,50               | 11                                                       | NC 581 (en) – Bailey, Spring Hope                                                                                | Échangeurs existants de la US 264 (à mettre aux standards autoroutiers)                                          |
| Wilson                                                                       | Sims                | 31,80               | 51,20               | 14                                                       | Green Pound Road – Sims                                                                                          | Échangeurs existants de la US 264 (à mettre aux standards autoroutiers)                                          |
| Wilson                                                                       |                     | 37,70               | 54,20               | 16                                                       | US 264 Alt. – Sims, Wilson                                                                                       | Échangeurs existants de la US 264 (à mettre aux standards autoroutiers); indiqué sortie 16A (ouest) et 16B (est) |
| Wilson                                                                       |                     | 0,00                | 0,00                | Transition de Future I-587 à I-587                       | Transition de Future I-587 à I-587                                                                               | Transition de Future I-587 à I-587                                                                               |
| Wilson                                                                       | 18                  | 0,00                | 0,00                | I-95 / I-795 débute / US 264 ouest – Benson, Rocky Mount | Terminus ouest du multiplex avec I-795 / US 264; indiqué sortie 18B (sud) et 18A (nord); sortie 119A-B de l'I-95 | |
| Wilson                                                                       |                     | 1,80                | 2,90                | 20                                                       | NC 42 (en) – Wilson, Clayton                                                                                     | |
| Wilson                                                                       |                     | 3,50                | 5,60                | 22                                                       | Downing Street – Wilson                                                                                          | |
| Wilson                                                                       |                     | 4,50                | 7,20                | 23                                                       | I-795 sud – Goldsboro, Kenly                                                                                     | Terminus est du multiplex avec I-795; sortie direction est, entrée direction ouest                               |
| Wilson                                                                       | Wilson              | 5,20                | 8,40                | 24                                                       | US 301 vers I-795 / US 117 sud – Wilson                                                                          | Indiqué sortie 24A (sud) et 24B (nord)                                                                           |
| Wilson                                                                       | Wilson              | 7,90                | 12,70               | 26                                                       | Black Creek Road                                                                                                 | |
| Wilson                                                                       |                     | 9,50                | 15,30               | 28                                                       | Old Stantonburg Road                                                                                             | |
| Wilson                                                                       |                     | 10,70               | 17,20               | 29                                                       | NC 58 (en) – Wilson, Kinston                                                                                     | |
| Wilson                                                                       |                     | 14,10               | 22,70               | 32                                                       | US 264 est / US 264 Alt. ouest – Wilson, Saratoga                                                                | Terminus est du multiplex avec US 264                                                                            |
| Wilson                                                                       |                     | 16,50               | 26,60               | 35                                                       | NC 111 (en) / NC 222 (en) – Saratoga, Fountain                                                                   | |
| Greene                                                                       |                     | 22,70               | 36,50               | 41                                                       | NC 91 (en) – Walstonburg, Snow Hill                                                                              | |
| Greene                                                                       |                     | 23,60               | 38,00               | 42                                                       | NC 121 (en) nord – Farmville                                                                                     | Sortie direction est, entrée direction ouest                                                                     |
| Pitt                                                                         | Farmville           | 26,80               | 43,10               | 45                                                       | US 258 nord / US 258 Bus. sud – Tarboro, Farmville                                                               | Terminus ouest du multiplex avec US 258                                                                          |
| Pitt                                                                         | Farmville           | 30,10               | 48,40               | 48                                                       | US 258 sud (Wesley Church Road)                                                                                  | Terminus est du multiplex avec US 258                                                                            |
| Pitt                                                                         | Greenville          | 34,50               | 55,50               | 53                                                       | Mozingo Road | |
| Pitt                                                                         | Greenville          | 37,00               | 59,50               | 56                                                       | US 264 / NC 11 Byp. (en) – Kinston, Washington                                                                   | Indiqué sortie 56A (est) et 56B (ouest)                                                                          |
| Pitt                                                                         | Greenville          | 37,00               | 59,50               | —                                                        | Stantonsburg Road – Centre-ville de Greenville                                                                   | Continue comme Stantonsburg Road                                                                                 |
| - Terminus de multiplex - Accès incomplet - Non-ouvert - Transition de route |                     |                     |                     |                                                          | | |